# Pine Creek (Porcupine River)
Der Pine Creek ist ein etwa 134 km langer linker Nebenfluss des Porcupine River im kanadischen Yukon-Territorium. Der Fluss heißt in Kanada seit 2018 offiziell Chʼiizhàk Niinlaii, ein Wort aus der Sprache der Gwichʼin.

## Flusslauf
Der Pine Creek verläuft auf dem Porcupine Plateau, ein bergiges Hochland westlich der Richardson Mountains. Das Quellgebiet liegt auf einer Höhe von etwa 750 m knapp 100 km östlich der Grenze zu Alaska. Der Pine Creek fließt anfangs 17 km in nordnordwestlicher Richtung. Er trifft auf einen 65 km langen größeren linken Nebenfluss, der von Westen kommt, und wendet sich im Anschluss nach Osten. Der Pine Creek bildet nun auf seiner Fließstrecke bis zu seiner Mündung zahlreiche enge Flussschlingen. Bei Flusskilometer 49 trifft der Johnson Creek, der eigentliche hydrologische Hauptstrang des Flusssystems, von Norden kommend auf den Pine Creek. Der Pine Creek fließt im Anschluss in Richtung Südsüdost. Auf den letzten 13 Kilometern wendet sich der Fluss nach Osten und mündet schließlich auf einer Höhe von etwa 280 m in den Porcupine River, knapp 70 km unterhalb dessen Entstehung am Zusammenfluss von Miner River und Whitestone River.

## Einzugsgebiet
Der Pine Creek entwässert ein ungefähr 3190 km² großes Gebiet im zentralen Norden des Yukon-Territoriums. Es reicht im Westen bis zu einem 1400 m hohen Bergmassiv, in dem neben einem Zufluss des Pine Creek auch Cody Creek und Lord Creek (Tlʼìiyeenjik) ihren Ursprung haben. Das Einzugsgebiet des Pine Creek wird vom Oberlauf des Porcupine Creek im Osten und im Norden umflossen. Es grenzt im Süden an die Einzugsgebiete von Burnthill Creek und Cody Creek, im Nordwesten an das des Lord Creek (Tlʼìiyeenjik) sowie im Norden und im Osten an das des abstrom gelegenen Porcupine River.